# قيضان (الطويلة)

تعديل مصدري - تعديل

قيضان هي إحدى قرى عزلة الزبيح بمديرية الطويلة التابعة لمحافظة المحويت، بلغ تعداد سكانها 160 نسمة حسب تعداد اليمن لعام 2004.